# تشارلز يوجين بيتي
تشارلز يوجين بيتي (بالإنجليزية: Charles Eugene Beatty)‏ هو مدرس أمريكي، ولد في 1909، وتوفي في 1998.